# Protektor (Schutzausrüstung)
Ein Protektor ist eine am Körper getragene Schutzausrüstung, die dazu dient, vor Verletzungen zu schützen. Vor allem bei sturzgefährdeten und körperbetonten Sportarten bilden die Protektoren einen wichtigen Teil der Ausrüstung. Der Aufbau besteht meist aus einer harten Schale, die der zu schützenden Körperzone angepasst ist, und einer dämpfenden Polsterung.
Schutzausrüstungen für Kopf und Füße werden meist nicht zu den Protektoren gezählt, weil für den Schutz dieser speziell exponierten Körperteile besondere Vorkehrungen nötig sind.
Der Begriff „Protektor“ ist für Anwendungen in Motorradbekleidung geschützt. Als Protektor dürfen nur Körperschutzelemente bezeichnet werden, die der DIN EN 1621 gerecht werden. Die Prüfungen dazu werden von unabhängigen Instituten wie TÜV durchgeführt. Durch eine Zertifizierung und eine permanente Überwachung der Produktion wird sichergestellt, dass Mindestanforderungen erfüllt werden. Protektoren sind mit einer CE-Kennzeichnung versehen.

## Verwendung im Sport
Bei folgenden Sportarten sind Protektoren besonders wichtig:
- Downhill
- Dirtbike
- Snowboard
- Ski
- Motocross
- Skateboarding
- Inlineskaten
- Eishockey
- American Football
- Kitesailing und Powerkiting
- Trial
- Wakeboard
- Jetski
- Gleitschirmfliegen

## Arten von Protektoren
Es gibt Protektoren für:
- Knie
- Knie und Schienbein (Unterschenkel-Rundumschützer)
- Unterleib
- Hüfte
- Brustkorb
- Rücken
- Schultern
- Ellbogen
- Handgelenke
- Steißbein

## Funktionsweise von Protektoren
Protektoren arbeiten nach zwei verschiedenen Wirkungsweisen:
Energieverteilung
Das Prinzip der Energieverteilung ist es, die punktuelle Energie auf eine größere Fläche zu verteilen. Dadurch, dass die Energie auf eine größere Fläche verteilt wird, können Verletzungen, wie Knochenbrüche und Prellungen verhindert werden. Damit Protektoren die Energie auf eine größere Fläche verteilen können, müssen diese aus einem harten unnachgiebigen Material bestehen.
Energieabsorption
Die Energieabsorption eines Protektors arbeitet nach einem ähnlichen Prinzip, wie die Knautschzone eines Autos. Protektoren, die nach dieser Funktionsweise arbeiten, nehmen die Energie des Aufpralls auf und verformen sich. Ein Protektor hat allerdings nur eine sehr kleine Knautschzone, weshalb die meisten Protektoren hauptsächlich nach dem Prinzip der Energieverteilung arbeiten.